# Mi-V12

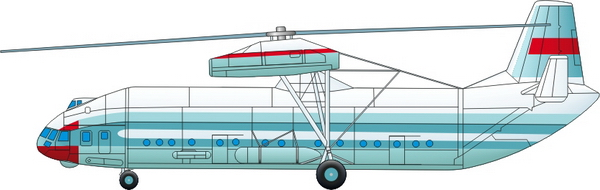
Side view illustration

Mi-V12 (Mi-12) sau “Homer” în denumire NATO, este catalogat ca cel mai mare elicopter din lume.
Greutatea maximă admisă a elicopterului era de nu mai puțin de 105 tone. Elicopterul dispunea de două rotoare puse în mișcare de patru motoare cu turbină Soloviev D-25VF cu o putere de 4.048 kW (6.500 cai putere fiecare).